# Llista de topònims de Llimiana
Llista de topònims (noms propis de lloc) del municipi de Llimiana, al Pallars Jussà
Informació actualitzada per un bot. Els canvis manuals es perdran quan s'actualitzi!

## cabana
| imatge | Nom                  | Ubicat a | instància de | Detalls | coordenades                                                                    | Protecció | Commons (més fotos) | Dades a WD                    |
| ------ | -------------------- | -------- | ------------ | ------- | ------------------------------------------------------------------------------ | --------- | ------------------- | ----------------------------- |
|        | Masia de Fraret      | Llimiana | cabana       |         | 42° 03′ 20″ N, 0° 55′ 14″ E / 42.0554235004696°N,0.920520127036299°E           |           |                     | Modifica les dades a Wikidata |
|        | Teulera de Pedro     | Llimiana | cabana       |         | 42° 05′ 38″ N, 0° 53′ 48″ E / 42.0939132867109°N,0.896723833278881°E           |           |                     | Modifica les dades a Wikidata |
|        | Teulera de Xalamanc  | Llimiana | cabana       |         | 42° 05′ 28″ N, 0° 54′ 11″ E / 42.0911993153032°N,0.902943758607661°E           |           |                     | Modifica les dades a Wikidata |
|        | cabana de Granollers | Llimiana | cabana       |         | 42° 05′ 07″ N, 0° 55′ 30″ E / 42.0853410093351°N,0.924983530850588°E           |           |                     | Modifica les dades a Wikidata |
|        | cabana de Janot      | Llimiana | cabana       |         | 42° 04′ 47″ N, 0° 54′ 10″ E / 42.0798494221381°N,0.902809930358008°E           |           |                     | Modifica les dades a Wikidata |
|        | cabana de Mairés     | Llimiana | cabana       |         | 42° 03′ 32″ N, 0° 55′ 43″ E / 42.0589468877412°N,0.928598797983073°E           |           |                     | Modifica les dades a Wikidata |
|        | cabana de Matildes   | Llimiana | cabana       |         | 42° 05′ 09″ N, 0° 55′ 25″ E / 42.0857395500756°N,0.923616441448193°E           |           |                     | Modifica les dades a Wikidata |
|        | cabana de Perotet    | Llimiana | cabana       |         | 42° 05′ 11″ N, 0° 54′ 28″ E / 42.0862597843823°N,0.907640350566877°E           |           |                     | Modifica les dades a Wikidata |
|        | cabana del Marcel·lo | Llimiana | cabana       |         | 42° 05′ 16″ N, 0° 54′ 56″ E / 42.0877903987758°N,0.915533509523467°E           |           |                     | Modifica les dades a Wikidata |
|        | cabana del Masover   | Llimiana | cabana       |         | 42° 05′ 28″ N, 0° 54′ 36″ E / 42.0910234162858°N,0.910083328130051°E           |           |                     | Modifica les dades a Wikidata |
|        | cabana dels Pastors  | Llimiana | cabana       |         | 42° 01′ 44″ N, 0° 57′ 28″ E / 42.0287871285962°N,0.957808076635142°E 1418 msnm |           | Cabana dels Pastors | Modifica les dades a Wikidata |
|        | caseta de Plan Pelat | Llimiana | cabana       |         | 42° 03′ 10″ N, 0° 55′ 50″ E / 42.0526415722108°N,0.930531762874599°E           |           |                     | Modifica les dades a Wikidata |

## casa
| imatge | Nom                            | Ubicat a | instància de | Detalls                           | coordenades                                          | Protecció                                  | Commons (més fotos)                       | Dades a WD                    |
| ------ | ------------------------------ | -------- | ------------ | --------------------------------- | ---------------------------------------------------- | ------------------------------------------ | ----------------------------------------- | ----------------------------- |
|        | Casa de Serra                  | Llimiana | casa         | Estil: arquitectura popular       | 42° 04′ 30″ N, 0° 54′ 57″ E / 42.075°N,0.915893°E    | bé integrant del patrimoni cultural català | Casa de Serra (Llimiana)                  | Modifica les dades a Wikidata |
|        | Casa de l'Abat                 | Llimiana | casa         |                                   | 42° 04′ 31″ N, 0° 54′ 57″ E / 42.075226°N,0.915946°E | bé integrant del patrimoni cultural català | Casa de l'Abat (Llimiana)                 | Modifica les dades a Wikidata |
|        | Casa pairal al carrer Major, 5 | Llimiana | casa         | Estil: historicisme arquitectònic | 42° 04′ 29″ N, 0° 54′ 58″ E / 42.074732°N,0.915992°E | bé integrant del patrimoni cultural català | Casa pairal al carrer Major, 5 (Llimiana) | Modifica les dades a Wikidata |

## collada
| imatge | Nom             | Ubicat a          | instància de | Detalls | coordenades                                                       | Protecció | Commons (més fotos) | Dades a WD                    |
| ------ | --------------- | ----------------- | ------------ | ------- | ----------------------------------------------------------------- | --------- | ------------------- | ----------------------------- |
|        | pas de la Lloba | Camarasa Llimiana | collada      |         | 42° 02′ 05″ N, 0° 53′ 55″ E / 42.03475°N,0.89872222°E 1092.4 msnm |           | Pas de la Lloba     | Modifica les dades a Wikidata |
|        | portella Blanca | Camarasa Llimiana | collada      |         | 42° 01′ 32″ N, 0° 54′ 58″ E / 42.025639°N,0.916089°E 1442.7 msnm  |           | Portella Blanca     | Modifica les dades a Wikidata |

## cova
| imatge | Nom                       | Ubicat a | instància de              | Detalls | coordenades                                                          | Protecció                                  | Commons (més fotos)       | Dades a WD                    |
| ------ | ------------------------- | -------- | ------------------------- | ------- | -------------------------------------------------------------------- | ------------------------------------------ | ------------------------- | ----------------------------- |
|        | Cova Negra de Mata-solana | Llimiana | cova                      |         | 42° 02′ 22″ N, 0° 58′ 28″ E / 42.039551°N,0.974404°E 965 msnm        |                                            | Cova Negra de Mata-solana | Modifica les dades a Wikidata |
|        | Espluga dels Correigs     | Llimiana | cova                      |         | 42° 01′ 56″ N, 0° 57′ 19″ E / 42.0321809546492°N,0.955198835267639°E |                                            |                           | Modifica les dades a Wikidata |
|        | Forat del Gel             | Llimiana | cova jaciment arqueològic |         | 42° 01′ 53″ N, 0° 57′ 10″ E / 42.031504°N,0.952845°E 1315 msnm       | bé integrant del patrimoni cultural català | Forat del Gel (Llimiana)  | Modifica les dades a Wikidata |
|        | cova de Portet            | Llimiana | cova                      |         | 42° 02′ 38″ N, 0° 53′ 39″ E / 42.04377778°N,0.89402778°E             |                                            |                           | Modifica les dades a Wikidata |
|        | cova dels Muricecs        | Llimiana | cova jaciment arqueològic |         | 42° 03′ 04″ N, 0° 53′ 47″ E / 42.051201°N,0.896392°E 425 msnm        | bé integrant del patrimoni cultural català |                           | Modifica les dades a Wikidata |

## curs d'aigua
| imatge | Nom                           | Ubicat a                                         | instància de         | Detalls                                                                      | coordenades                                                                                                  | Protecció | Commons (més fotos)  | Dades a WD                    |
| ------ | ----------------------------- | ------------------------------------------------ | -------------------- | ---------------------------------------------------------------------------- | --- | --------- | -------------------- | ----------------------------- |
|        | Barranc de la Font (Llimiana) | Llimiana                                         | curs d'aigua         | Desemboca: barranc de Barcedana Llarg: 3.5km                                 | 42° 04′ 27″ N, 0° 55′ 49″ E / 42.0742°N,0.930206°E                                                           |           |                      | Modifica les dades a Wikidata |
|        | Barranc del Boter (Llimiana)  | Llimiana                                         | curs d'aigua         | Desemboca: barranc de Barcedana Llarg: 2km                                   | 42° 03′ 15″ N, 0° 55′ 55″ E / 42.0541°N,0.931958°E                                                           |           |                      | Modifica les dades a Wikidata |
|        | Noguera Pallaresa             | Vall d'Aran Pallars Sobirà Pallars Jussà Noguera | curs d'aigua         | Desemboca: Segre Llarg: 154km Conca: 2820km²                                 | 41° 54′ 23″ N, 0° 53′ 24″ E / 41.9064°N,0.8901°E 42° 42′ 43″ N, 0° 56′ 58″ E / 42.71185°N,0.94951944444444°E |           | Noguera Pallaresa    | Modifica les dades a Wikidata |
|        | barranc de Barcedana          | Llimiana Gavet de la Conca                       | curs d'aigua         | Desemboca: Noguera Pallaresa                                                 | 42° 01′ 18″ N, 0° 58′ 26″ E / 42.021748°N,0.974019°E 42° 03′ 43″ N, 0° 53′ 31″ E / 42.06192°N,0.891816°E     |           | Barranc de Barcedana | Modifica les dades a Wikidata |
|        | barranc de Guixers            | Llimiana                                         | curs d'aigua         | Llarg: 2km                                                                   | 42° 05′ 46″ N, 0° 59′ 24″ E / 42.0961°N,0.99°E                                                               |           |                      | Modifica les dades a Wikidata |
|        | barranc de Xércoles           | Llimiana                                         | curs d'aigua         | Travessa: Gavet de la Conca Llimiana Desemboca: Noguera Pallaresa Llarg: 5km | 42° 05′ 44″ N, 0° 53′ 36″ E / 42.0955°N,0.893389°E                                                           |           |                      | Modifica les dades a Wikidata |
|        | llau de Granollers            | Llimiana                                         | curs d'aigua torrent | Desemboca: barranc de Xércoles                                               | 42° 05′ 23″ N, 0° 55′ 30″ E / 42.0897°N,0.924889°E                                                           |           |                      | Modifica les dades a Wikidata |
|        | llau de la Coma (Llimiana)    | Llimiana                                         | curs d'aigua torrent | Desemboca: barranc de Barcedana                                              | 42° 03′ 13″ N, 0° 55′ 07″ E / 42.0537°N,0.918556°E                                                           |           |                      | Modifica les dades a Wikidata |
|        | llau de la Coma del Torn      | Pallars Jussà Gavet de la Conca Llimiana         | curs d'aigua         | Desemboca: barranc de Barcedana                                              | 42° 02′ 41″ N, 0° 57′ 35″ E / 42.0448°N,0.959722°E                                                           |           |                      | Modifica les dades a Wikidata |
|        | llau del Serrat Estret        | Llimiana                                         | curs d'aigua         | Desemboca: barranc de Barcedana Llarg: 1.5km                                 | 42° 02′ 39″ N, 0° 57′ 48″ E / 42.0443°N,0.963222°E                                                           |           |                      | Modifica les dades a Wikidata |
|        | llau del Valentí              | Llimiana                                         | curs d'aigua         | Desemboca: barranc de Barcedana Llarg: 3km                                   | 42° 02′ 17″ N, 0° 54′ 29″ E / 42.038°N,0.908056°E                                                            |           |                      | Modifica les dades a Wikidata |
|        | llau dels Castellots          | Llimiana                                         | curs d'aigua         | Desemboca: barranc de Barcedana Llarg: 3km                                   | 42° 03′ 15″ N, 0° 56′ 02″ E / 42.0542°N,0.933833°E                                                           |           |                      | Modifica les dades a Wikidata |

## edifici
| imatge | Nom                                | Ubicat a | instància de | Detalls                     | coordenades                                          | Protecció                                  | Commons (més fotos)                | Dades a WD                    |
| ------ | ---------------------------------- | -------- | ------------ | --------------------------- | ---------------------------------------------------- | ------------------------------------------ | ---------------------------------- | ----------------------------- |
|        | Centre Parroquial de Llimiana      | Llimiana | edifici      |                             | 42° 04′ 29″ N, 0° 54′ 57″ E / 42.07481°N,0.915857°E  | bé integrant del patrimoni cultural català |                                    | Modifica les dades a Wikidata |
|        | Escoles antigues de Llimiana       | Llimiana | edifici      | Estil: arquitectura popular | 42° 04′ 32″ N, 0° 54′ 59″ E / 42.075462°N,0.916276°E | bé integrant del patrimoni cultural català | Escoles antigues de Llimiana       | Modifica les dades a Wikidata |
|        | Passadís i arcs gòtics de Llimiana | Llimiana | edifici      | Estil: arquitectura popular | 42° 04′ 27″ N, 0° 54′ 57″ E / 42.074212°N,0.9159°E   | bé integrant del patrimoni cultural català | Passadís i arcs gòtics de Llimiana | Modifica les dades a Wikidata |

## entitat singular de població
| imatge | Nom                   | Ubicat a | instància de                                   | Detalls | coordenades                                                         | Protecció | Commons (més fotos)   | Dades a WD                    |
| ------ | --------------------- | -------- | ---------------------------------------------- | ------- | ------------------------------------------------------------------- | --------- | --------------------- | ----------------------------- |
|        | Llimiana              | Llimiana | entitat singular de població capital municipal | 104 hab | 42° 04′ 29″ N, 0° 54′ 58″ E / 42.07476°N,0.91621°E 770 msnm         |           |                       | Modifica les dades a Wikidata |
|        | els Masos de Llimiana | Llimiana | entitat singular de població                   | 16 hab  | 42° 05′ 22″ N, 0° 54′ 10″ E / 42.08944444°N,0.90277778°E 456 msnm   |           | Els Masos de Llimiana | Modifica les dades a Wikidata |
|        | els Obacs de Llimiana | Llimiana | entitat singular de població                   | 12 hab  | 42° 05′ 12″ N, 0° 59′ 29″ E / 42.08666667°N,0.99138889°E 717.8 msnm |           | Els Obacs de Llimiana | Modifica les dades a Wikidata |

## església
| imatge | Nom                     | Ubicat a | instància de     | Detalls                      | coordenades                                                          | Protecció                                  | Commons (més fotos)     | Dades a WD                    |
| ------ | ----------------------- | -------- | ---------------- | ---------------------------- | -------------------------------------------------------------------- | ------------------------------------------ | ----------------------- | ----------------------------- |
|        | Sant Andreu de Llimiana | Llimiana | església         | Estil: arquitectura romànica | 42° 04′ 14″ N, 0° 55′ 24″ E / 42.07055556°N,0.92333333°E 889 msnm    | bé integrant del patrimoni cultural català | Sant Andreu de Llimiana | Modifica les dades a Wikidata |
|        | Sant Miquel de Llimiana | Llimiana | església         | Estil: art romànic           | 42° 02′ 40″ N, 0° 56′ 08″ E / 42.044409°N,0.935445°E 610 msnm        |                                            |                         | Modifica les dades a Wikidata |
|        | Sant Salvador del Bosc  | Llimiana | església         | Estil: art romànic           | 42° 01′ 57″ N, 0° 56′ 00″ E / 42.0325°N,0.93333333°E 1216 msnm       |                                            | Sant Salvador del Bosc  | Modifica les dades a Wikidata |
|        | Sant Urbà               | Llimiana | església         |                              | 42° 05′ 11″ N, 0° 59′ 29″ E / 42.0863141416346°N,0.991291202941905°E |                                            |                         | Modifica les dades a Wikidata |
|        | Santa Joleta            | Llimiana | església capella |                              | 42° 04′ 35″ N, 0° 55′ 50″ E / 42.07641667°N,0.9305°E 956.9 msnm      |                                            |                         | Modifica les dades a Wikidata |
|        | Santa Maria de Llimiana | Llimiana | església         | Estil: art romànic           | 42° 04′ 30″ N, 0° 54′ 58″ E / 42.075°N,0.91611111°E 790 msnm         | bé cultural d'interès local                | Santa Maria de Llimiana | Modifica les dades a Wikidata |

## font
| imatge | Nom                     | Ubicat a | instància de | Detalls | coordenades                                              | Protecció | Commons (més fotos) | Dades a WD                    |
| ------ | ----------------------- | -------- | ------------ | ------- | -------------------------------------------------------- | --------- | ------------------- | ----------------------------- |
|        | font d'Estanya          | Llimiana | font         |         | 42° 03′ 11″ N, 0° 56′ 16″ E / 42.053083°N,0.93775°E      |           |                     | Modifica les dades a Wikidata |
|        | font de Cododalt        | Llimiana | font         |         | 42° 04′ 49″ N, 0° 54′ 14″ E / 42.080389°N,0.903833°E     |           |                     | Modifica les dades a Wikidata |
|        | font de les Escalbelles | Llimiana | font         |         | 42° 03′ 25″ N, 0° 56′ 00″ E / 42.05697222°N,0.93338889°E |           |                     | Modifica les dades a Wikidata |
|        | font del Botador        | Llimiana | font         |         | 42° 05′ 29″ N, 0° 55′ 46″ E / 42.091361°N,0.9295°E       |           |                     | Modifica les dades a Wikidata |
|        | font del Tarroner       | Llimiana | font         |         | 42° 04′ 23″ N, 0° 55′ 43″ E / 42.072944°N,0.928556°E     |           |                     | Modifica les dades a Wikidata |
|        | font del Tibell         | Llimiana | font         |         | 42° 02′ 35″ N, 0° 58′ 08″ E / 42.04297222°N,0.96875°E    |           |                     | Modifica les dades a Wikidata |

## granja
| imatge | Nom             | Ubicat a | instància de | Detalls | coordenades                                                          | Protecció | Commons (més fotos) | Dades a WD                    |
| ------ | --------------- | -------- | ------------ | ------- | -------------------------------------------------------------------- | --------- | ------------------- | ----------------------------- |
|        | Granja Boixegàs | Llimiana | granja       |         | 42° 05′ 32″ N, 0° 53′ 58″ E / 42.09227778°N,0.89933333°E 396 msnm    |           |                     | Modifica les dades a Wikidata |
|        | Granja de Pruna | Llimiana | granja       |         | 42° 04′ 14″ N, 0° 53′ 53″ E / 42.0705852762468°N,0.898050483607427°E |           |                     | Modifica les dades a Wikidata |

## indret
| imatge | Nom                 | Ubicat a                   | instància de | Detalls    | coordenades                                                   | Protecció | Commons (més fotos) | Dades a WD                    |
| ------ | ------------------- | -------------------------- | ------------ | ---------- | ------------------------------------------------------------- | --------- | ------------------- | ----------------------------- |
|        | Cingles del Valentí | Llimiana                   | indret       | Llarg: 2km | 42° 02′ 48″ N, 0° 53′ 57″ E / 42.046532°N,0.899104°E 625 msnm |           | Cingles del Valentí | Modifica les dades a Wikidata |
|        | Estanya             | Llimiana Gavet de la Conca | indret       |            | 42° 03′ 01″ N, 0° 56′ 05″ E / 42.05030556°N,0.93472222°E      |           |                     | Modifica les dades a Wikidata |
|        | Les Costes          | Llimiana                   | indret       |            | 42° 04′ 09″ N, 0° 55′ 30″ E / 42.06911111°N,0.92497222°E      |           |                     | Modifica les dades a Wikidata |
|        | Los Amples          | Llimiana                   | indret       |            | 42° 01′ 42″ N, 0° 56′ 03″ E / 42.0284°N,0.934083°E            |           |                     | Modifica les dades a Wikidata |
|        | Roderes             | Llimiana                   | indret       |            | 42° 04′ 58″ N, 0° 54′ 43″ E / 42.0827°N,0.911861°E            |           |                     | Modifica les dades a Wikidata |
|        | Tanya               | Llimiana                   | indret       |            | 42° 04′ 45″ N, 0° 55′ 39″ E / 42.07925°N,0.92752778°E         |           |                     | Modifica les dades a Wikidata |
|        | Vall de Barcedana   | Llimiana Gavet de la Conca | indret       |            | 42° 02′ 41″ N, 0° 56′ 42″ E / 42.044695°N,0.944925°E          |           | Vall de Barcedana   | Modifica les dades a Wikidata |

## masia
| imatge | Nom                    | Ubicat a | instància de | Detalls | coordenades                                                                             | Protecció | Commons (més fotos) | Dades a WD                    |
| ------ | ---------------------- | -------- | ------------ | ------- | --------------------------------------------------------------------------------------- | --------- | ------------------- | ----------------------------- |
|        | Cal Bosquet            | Llimiana | masia        |         | 42° 04′ 47″ N, 0° 59′ 04″ E / 42.07966667°N,0.98458333°E                                |           |                     | Modifica les dades a Wikidata |
|        | Cal Jaumillo           | Llimiana | masia        |         | 42° 05′ 13″ N, 0° 59′ 10″ E / 42.08697222°N,0.98622222°E                                |           |                     | Modifica les dades a Wikidata |
|        | Cal Menal              | Llimiana | masia        |         | 42° 05′ 34″ N, 0° 59′ 11″ E / 42.0927°N,0.986417°E                                      |           |                     | Modifica les dades a Wikidata |
|        | Cal Paner              | Llimiana | masia        |         | 42° 04′ 51″ N, 0° 59′ 19″ E / 42.0807216881309°N,0.988735497794413°E                    |           |                     | Modifica les dades a Wikidata |
|        | Cal Roi                | Llimiana | masia        |         | 42° 05′ 15″ N, 0° 59′ 24″ E / 42.0874°N,0.989944°E                                      |           | Cal Roi (Llimiana)  | Modifica les dades a Wikidata |
|        | Cal Simó               | Llimiana | masia        |         | 42° 05′ 04″ N, 0° 59′ 23″ E / 42.08436111°N,0.98972222°E                                |           |                     | Modifica les dades a Wikidata |
|        | Cal Toni               | Llimiana | masia        |         | 42° 04′ 55″ N, 0° 59′ 11″ E / 42.0819°N,0.986389°E                                      |           |                     | Modifica les dades a Wikidata |
|        | Cal Xato               | Llimiana | masia        |         | 42° 05′ 11″ N, 0° 59′ 22″ E / 42.0862629040164°N,0.989394642717798°E                    |           |                     | Modifica les dades a Wikidata |
|        | Can Xinco              | Llimiana | masia        |         | 42° 04′ 55″ N, 0° 59′ 11″ E / 42.0819°N,0.986389°E                                      |           |                     | Modifica les dades a Wikidata |
|        | Casa Borrell           | Llimiana | masia        |         | 42° 03′ 50″ N, 0° 53′ 46″ E / 42.0639647357859°N,0.896020973266444°E                    |           |                     | Modifica les dades a Wikidata |
|        | Casa Mateu de l'Agustí | Llimiana | masia        |         | 42° 05′ 13″ N, 0° 54′ 03″ E / 42.0870640945278°N,0.90089165460019°E                     |           |                     | Modifica les dades a Wikidata |
|        | Casa Morreres          | Llimiana | masia        |         | 42° 05′ 13″ N, 0° 59′ 30″ E / 42.0869850809621°N,0.991548108787935°E                    |           |                     | Modifica les dades a Wikidata |
|        | Casa Vella de Morreres | Llimiana | masia        |         | 42° 05′ 17″ N, 0° 59′ 34″ E / 42.0880499235967°N,0.992699389372753°E                    |           |                     | Modifica les dades a Wikidata |
|        | Casa del Julià         | Llimiana | masia        |         | 42° 05′ 29″ N, 0° 55′ 40″ E / 42.0912796210972°N,0.927679700212012°E                    |           |                     | Modifica les dades a Wikidata |
|        | Mas de Martineu        | Llimiana | masia        |         | 42° 03′ 30″ N, 0° 55′ 28″ E / 42.0582°N,0.924361°E                                      |           |                     | Modifica les dades a Wikidata |
|        | Mas de Serra           | Llimiana | masia        |         | 42° 03′ 55″ N, 0° 55′ 55″ E / 42.0653°N,0.931917°E Llimiana 683 msnm                    |           |                     | Modifica les dades a Wikidata |
|        | Mas de Solduga         | Llimiana | masia        |         | 42° 05′ 22″ N, 0° 54′ 09″ E / 42.08933333°N,0.90261111°E els Masos de Llimiana 460 msnm |           |                     | Modifica les dades a Wikidata |
|        | Masdartús              | Llimiana | masia        |         | 42° 05′ 11″ N, 0° 55′ 53″ E / 42.0865°N,0.93133333°E Llimiana 672 msnm                  |           |                     | Modifica les dades a Wikidata |
|        | Masia Bruquet          | Llimiana | masia        |         | 42° 03′ 51″ N, 0° 54′ 34″ E / 42.0643°N,0.909361°E 523 msnm                             |           | Masia Bruquet       | Modifica les dades a Wikidata |
|        | Masia Juntenat         | Llimiana | masia        |         | 42° 04′ 49″ N, 0° 53′ 52″ E / 42.0803°N,0.897694°E 422 msnm                             |           |                     | Modifica les dades a Wikidata |
|        | Masia d'Agna           | Llimiana | masia        |         | 42° 03′ 44″ N, 0° 55′ 52″ E / 42.0622603421379°N,0.931053225289763°E                    |           |                     | Modifica les dades a Wikidata |
|        | Masia d'Elies          | Llimiana | masia        |         | 42° 05′ 22″ N, 0° 54′ 09″ E / 42.089429°N,0.902515°E                                    |           | Masia d'Elies       | Modifica les dades a Wikidata |
|        | Masia d'Esmolat        | Llimiana | masia        |         | 42° 05′ 31″ N, 0° 54′ 24″ E / 42.0919770132417°N,0.906569709121693°E                    |           |                     | Modifica les dades a Wikidata |
|        | Masia de Codó          | Llimiana | masia        |         | 42° 03′ 41″ N, 0° 54′ 31″ E / 42.06125°N,0.90861111°E 500 msnm                          |           |                     | Modifica les dades a Wikidata |
|        | Masia de Garber        | Llimiana | masia        |         | 42° 04′ 50″ N, 0° 54′ 07″ E / 42.0805537756745°N,0.901928397420595°E                    |           |                     | Modifica les dades a Wikidata |
|        | Masia de Gincador      | Llimiana | masia        |         | 42° 05′ 37″ N, 0° 54′ 28″ E / 42.09361111°N,0.90766667°E 462 msnm                       |           |                     | Modifica les dades a Wikidata |
|        | Masia de Janot         | Llimiana | masia        |         | 42° 05′ 35″ N, 0° 53′ 58″ E / 42.09308333°N,0.89938889°E 396 msnm                       |           |                     | Modifica les dades a Wikidata |
|        | Masia de Joanet        | Llimiana | masia        |         | 42° 04′ 01″ N, 0° 54′ 35″ E / 42.0669374831097°N,0.909858577238485°E                    |           |                     | Modifica les dades a Wikidata |
|        | Masia de Llena         | Llimiana | masia        |         | 42° 03′ 57″ N, 0° 54′ 05″ E / 42.0658261857171°N,0.90127747725548°E                     |           |                     | Modifica les dades a Wikidata |
|        | Masia de Mateu         | Llimiana | masia        |         | 42° 04′ 01″ N, 0° 54′ 25″ E / 42.0670358721952°N,0.906857875922535°E                    |           |                     | Modifica les dades a Wikidata |
|        | Masia de Pauet         | Llimiana | masia        |         | 42° 03′ 59″ N, 0° 53′ 56″ E / 42.0663573316562°N,0.898806426868488°E                    |           |                     | Modifica les dades a Wikidata |
|        | Masia de Pedro         | Llimiana | masia        |         | 42° 05′ 06″ N, 0° 53′ 59″ E / 42.0848638631566°N,0.899755219794275°E                    |           |                     | Modifica les dades a Wikidata |
|        | Masia de Perejaia      | Llimiana | masia        |         | 42° 04′ 54″ N, 0° 53′ 46″ E / 42.0817°N,0.896167°E 406 msnm                             |           | Masia de Perejaia   | Modifica les dades a Wikidata |
|        | Masia de Perevilà      | Llimiana | masia        |         | 42° 03′ 44″ N, 0° 55′ 12″ E / 42.06225°N,0.92002778°E 557 msnm                          |           |                     | Modifica les dades a Wikidata |
|        | Masia de Pijolan       | Llimiana | masia        |         | 42° 05′ 34″ N, 0° 58′ 52″ E / 42.0929°N,0.981056°E 717 msnm                             |           |                     | Modifica les dades a Wikidata |
|        | Masia de Piteu         | Llimiana | masia        |         | 42° 03′ 30″ N, 0° 55′ 08″ E / 42.05838889°N,0.91883333°E 512 msnm                       |           |                     | Modifica les dades a Wikidata |
|        | Masia de Portet        | Llimiana | masia        |         | 42° 04′ 18″ N, 0° 54′ 02″ E / 42.07161111°N,0.90066667°E 470 msnm                       |           | Masia de Portet     | Modifica les dades a Wikidata |
|        | Masia de Pruna         | Llimiana | masia        |         | 42° 04′ 15″ N, 0° 53′ 52″ E / 42.0708°N,0.897833°E 448 msnm                             |           | Masia de Pruna      | Modifica les dades a Wikidata |
|        | Masia de Sarau         | Llimiana | masia        |         | 42° 04′ 01″ N, 0° 53′ 51″ E / 42.0670464606374°N,0.897587121244675°E                    |           |                     | Modifica les dades a Wikidata |
|        | Masia de Sorri         | Llimiana | masia        |         | 42° 03′ 37″ N, 0° 54′ 57″ E / 42.06030556°N,0.91580556°E 527 msnm                       |           |                     | Modifica les dades a Wikidata |
|        | Masia de Teresó        | Llimiana | masia        |         | 42° 04′ 54″ N, 0° 54′ 12″ E / 42.08161111°N,0.90322222°E 486 msnm                       |           |                     | Modifica les dades a Wikidata |
|        | Masia de l'Alon        | Llimiana | masia        |         | 42° 04′ 34″ N, 0° 53′ 53″ E / 42.0760093203716°N,0.898185725577111°E                    |           |                     | Modifica les dades a Wikidata |
|        | Masia del Bepo         | Llimiana | masia        |         | 42° 03′ 56″ N, 0° 54′ 00″ E / 42.06555556°N,0.90005556°E 444 msnm                       |           |                     | Modifica les dades a Wikidata |
|        | Masia del Justo        | Llimiana | masia        |         | 42° 05′ 00″ N, 0° 54′ 08″ E / 42.0832337710583°N,0.902214845881071°E                    |           |                     | Modifica les dades a Wikidata |
|        | Masia del Mauri        | Llimiana | masia        |         | 42° 05′ 25″ N, 0° 54′ 22″ E / 42.0901584288534°N,0.906109620971351°E                    |           |                     | Modifica les dades a Wikidata |
|        | Masia del Minguet      | Llimiana | masia        |         | 42° 04′ 45″ N, 0° 54′ 01″ E / 42.07908333°N,0.90016667°E 456 msnm                       |           |                     | Modifica les dades a Wikidata |
|        | Masia del Navarro      | Llimiana | masia        |         | 42° 05′ 15″ N, 0° 55′ 12″ E / 42.0874°N,0.919972°E 584 msnm                             |           |                     | Modifica les dades a Wikidata |
|        | Masia del Pacient      | Llimiana | masia        |         | 42° 04′ 12″ N, 0° 53′ 39″ E / 42.0700981426139°N,0.894077800943769°E                    |           |                     | Modifica les dades a Wikidata |
|        | Masia del Soriguer     | Llimiana | masia        |         | 42° 04′ 12″ N, 0° 59′ 18″ E / 42.0698889427176°N,0.988304057286303°E                    |           |                     | Modifica les dades a Wikidata |
|        | Masia del Teclo        | Llimiana | masia        |         | 42° 05′ 41″ N, 0° 53′ 57″ E / 42.0948°N,0.899194°E 393 msnm                             |           |                     | Modifica les dades a Wikidata |
|        | Masia del Ton          | Llimiana | masia        |         | 42° 03′ 24″ N, 0° 56′ 07″ E / 42.0566°N,0.935361°E 537 msnm                             |           |                     | Modifica les dades a Wikidata |
|        | Xalet del Morreres     | Llimiana | masia        |         | 42° 05′ 14″ N, 0° 59′ 32″ E / 42.0872148539698°N,0.992326739583507°E                    |           |                     | Modifica les dades a Wikidata |
|        | Xalets del Collell     | Llimiana | masia        |         | 42° 04′ 19″ N, 0° 55′ 05″ E / 42.0718698931311°N,0.918121682961306°E                    |           |                     | Modifica les dades a Wikidata |
|        | lo Molí                | Llimiana | masia        |         | 42° 04′ 33″ N, 0° 55′ 14″ E / 42.0757510398608°N,0.920581670963313°E                    |           |                     | Modifica les dades a Wikidata |

## muntanya
| imatge | Nom                            | Ubicat a                                    | instància de | Detalls | coordenades                                                                        | Protecció | Commons (més fotos)        | Dades a WD                    |
| ------ | ------------------------------ | ------------------------------------------- | ------------ | ------- | ---------------------------------------------------------------------------------- | --------- | -------------------------- | ----------------------------- |
|        | Pic del Cogull                 | Llimiana                                    | muntanya     |         | 42° 01′ 58″ N, 0° 55′ 15″ E / 42.03277777777778°N,0.9209166666666668°E 1252.1 msnm |           |                            | Modifica les dades a Wikidata |
|        | Pic dels Corrals               | Llimiana                                    | muntanya     |         | 42° 02′ 13″ N, 0° 54′ 42″ E / 42.03690556°N,0.91166944°E 977 msnm                  |           |                            | Modifica les dades a Wikidata |
|        | Roques Blanques                | Llimiana                                    | muntanya     |         | 42° 02′ 29″ N, 0° 54′ 01″ E / 42.0415°N,0.90014°E 827 msnm                         |           | Roques Blanques (Llimiana) | Modifica les dades a Wikidata |
|        | Tossal de Mirapallars i Urgell | Vilanova de Meià Llimiana Gavet de la Conca | muntanya     |         | 42° 01′ 16″ N, 0° 57′ 33″ E / 42.0210727556°N,0.959033353518°E 1672 msnm           |           | Tossal de Mirapallars      | Modifica les dades a Wikidata |
|        | Tossal de les Torretes         | Vilanova de Meià Llimiana                   | muntanya     |         | 42° 01′ 19″ N, 0° 56′ 18″ E / 42.02201°N,0.938414°E 1676 msnm                      |           | Tossal de les Torretes     | Modifica les dades a Wikidata |
|        | lo Peladet                     | Camarasa Llimiana                           | muntanya     |         | 42° 01′ 35″ N, 0° 54′ 45″ E / 42.02627°N,0.912398°E 1471 1465.5 msnm               |           | Lo Peladet                 | Modifica les dades a Wikidata |

## pont
| imatge | Nom               | Ubicat a                         | instància de | Detalls                                                                        | coordenades                                                          | Protecció                                  | Commons (més fotos) | Dades a WD                    |
| ------ | ----------------- | -------------------------------- | ------------ | ------------------------------------------------------------------------------ | -------------------------------------------------------------------- | ------------------------------------------ | ------------------- | ----------------------------- |
|        | Pont d'Àger       | Llimiana                         | pont         | Travessa: Noguera Pallaresa Estat: ruïnós                                      | 42° 02′ 27″ N, 0° 53′ 19″ E / 42.0408194159531°N,0.888666197798203°E |                                            |                     | Modifica les dades a Wikidata |
|        | Pont de Barcedana | Llimiana                         | pont         | Travessa: barranc de Barcedana                                                 | 42° 03′ 38″ N, 0° 54′ 01″ E / 42.0604301145429°N,0.900210466470429°E |                                            |                     | Modifica les dades a Wikidata |
|        | pont de Terradets | Camarasa Castell de Mur Llimiana | pont         | Estil: arquitectura romànica Travessa: Noguera Pallaresa Llarg: 65m Ample: 12m | 42° 02′ 31″ N, 0° 53′ 25″ E / 42.04204444°N,0.89036389°E 358.4 msnm  | bé integrant del patrimoni cultural català | Pont de Terradets   | Modifica les dades a Wikidata |

## serra
| imatge | Nom                    | Ubicat a | instància de | Detalls      | coordenades | Protecció | Commons (més fotos) | Dades a WD                    |
| ------ | ---------------------- | -------- | ------------ | ------------ | --- | --------- | ------------------- | ----------------------------- |
|        | Serra de Carboneres    | Llimiana | serra        | Llarg: 1.6km | 42° 01′ 55″ N, 0° 56′ 20″ E / 42.0319°N,0.938761°E                                                                                    |           |                     | Modifica les dades a Wikidata |
|        | Serrat Estret          | Llimiana | serra        | Llarg: 1.6km | 42° 02′ 27″ N, 0° 57′ 52″ E / 42.0407°N,0.964475°E                                                                                    |           |                     | Modifica les dades a Wikidata |
|        | Serrat de Carnestoltes | Llimiana | serra        | Llarg: 1.8km | 42° 05′ 06″ N, 0° 55′ 55″ E / 42.085015°N,0.9320388888888888°E 42° 04′ 37″ N, 0° 56′ 38″ E / 42.076908333333336°N,0.944°E 1017.8 msnm |           |                     | Modifica les dades a Wikidata |

## serralada
| imatge | Nom               | Ubicat a | instància de | Detalls       | coordenades | Protecció | Commons (més fotos) | Dades a WD                    |
| ------ | ----------------- | --- | ------------ | ------------- | --- | --------- | ------------------- | ----------------------------- |
|        | Montsec de Rúbies | Vilanova de Meià Camarasa Llimiana Gavet de la Conca                                                                                                   | serralada    | Llarg: 13.5km | 42° 01′ 19″ N, 0° 56′ 18″ E / 42.0219°N,0.938333°E 42° 01′ 33″ N, 0° 57′ 49″ E / 42.02583°N,0.96371°E 1676 msnm |           | Montsec de Rúbies   | Modifica les dades a Wikidata |
|        | serra del Montsec | Vilanova de Meià Artesa de Segre Àger Camarasa Gavet de la Conca Isona i Conca Dellà Llimiana Castell de Mur Sant Esteve de la Sarga Viacamp i Lliterà | serralada    | Llarg: 45km   | 42° 02′ 39″ N, 0° 45′ 59″ E / 42.04416667°N,0.76638889°E 1676 msnm                                              |           | Montsec             | Modifica les dades a Wikidata |

## Misc
| imatge | Nom                                 | Ubicat a | instància de                                   | Detalls                                          | coordenades                                                                                                | Protecció                                            | Commons (més fotos)                       | Dades a WD                    |
| ------ | ----------------------------------- | --- | ---------------------------------------------- | ------------------------------------------------ | --- | ---------------------------------------------------- | ----------------------------------------- | ----------------------------- |
|        | Bosc de Llimiana                    | Llimiana | bosc                                           |                                                  | 42° 02′ 39″ N, 0° 54′ 39″ E / 42.044211°N,0.910778°E                                                       |                                                      |                                           | Modifica les dades a Wikidata |
|        | Castell de Llimiana                 | Llimiana | castell                                        | Estil: arquitectura popular                      | 42° 04′ 34″ N, 0° 54′ 58″ E / 42.076114°N,0.916197°E 781 msnm                                              | bé d'interès cultural bé cultural d'interès nacional | Recinte fortificat de la vila de Llimiana | Modifica les dades a Wikidata |
|        | Central hidroelèctrica de Terradets | Llimiana | central hidroelèctrica                         |                                                  | 42° 02′ 49″ N, 0° 53′ 42″ E / 42.046928°N,0.894926°E 359 msnm                                              |                                                      | Central hidroelèctrica de Terradets       | Modifica les dades a Wikidata |
|        | Espai d'Interès Natural del Montsec | Àger Camarasa Vilanova de Meià Castell de Mur Gavet de la Conca Isona i Conca Dellà Llimiana Sant Esteve de la Sarga Tremp | espai d'interès natural Espai Natural Protegit | 1992 Superfície: 22071ha                         | |                                                      |                                           | Modifica les dades a Wikidata |
|        | LV-9121                             | Llimiana | carretera                                      |                                                  | 42° 03′ 16″ N, 0° 53′ 14″ E / 42.0544°N,0.887319°E                                                         |                                                      |                                           | Modifica les dades a Wikidata |
|        | Túnel de Monares                    | Llimiana | túnel                                          | Llarg: 215m Ample: 5m                            | 42° 03′ 14″ N, 0° 53′ 27″ E / 42.05395°N,0.89087778°E 376.8 msnm                                           |                                                      |                                           | Modifica les dades a Wikidata |
|        | casa consistorial de Llimiana       | Llimiana | casa consistorial                              |                                                  | 42° 04′ 30″ N, 0° 54′ 57″ E / 42.0748697°N,0.9158213°E                                                     |                                                      |                                           | Modifica les dades a Wikidata |
|        | cua del Pantà de Terradets          | Castell de Mur Llimiana | zona humida                                    | Superfície: 208.53ha                             | 42° 05′ 27″ N, 0° 53′ 32″ E / 42.0907°N,0.8922°E                                                           |                                                      | Cua del Pantà de Terradets                | Modifica les dades a Wikidata |
|        | pantà dels Terradets                | Llimiana Castell de Mur | embassament llac                               | Superfície: 310ha Volum: 33191hm³ Conca: 2620km² | 42° 03′ 18″ N, 0° 53′ 17″ E / 42.055°N,0.888°E 42° 04′ 10″ N, 0° 53′ 20″ E / 42.06943°N,0.88886°E 372 msnm |                                                      | Pantà de Terradets                        | Modifica les dades a Wikidata |
|        | pas de Terradets                    | Pallars Jussà Noguera Castell de Mur Llimiana Àger Camarasa                                                                | canyó congost                                  |                                                  | 42° 02′ 27″ N, 0° 53′ 18″ E / 42.040803°N,0.888283°E                                                       |                                                      | Pas de Terradets                          | Modifica les dades a Wikidata |